# Blue Comics
Blue Comics — бразильське видавництво коміксів та пов'язаних з ними медіа. Компанія була створена Мікаіасом Рамосом у 2006 році.

## Історія
У 2006 році компанія Blue Comics розпочала роботу під назвою Tacape Editora, заснована Мікаіасом Рамосом. Назва Blue Comics походить від невеликого виробника зинів, куплених Мікаіасом Рамосом у 2015 році, але лише у 2016 році видавець почав використовувати назву Blue Comics e Entretenimento.
У 2020 році Blue Comics створили кампанію Força HQB, ідея полягала в тому, щоб об’єднати бізнесменів для фінансової підтримки компаній, пов’язаних з бразильським ринком коміксів, які постраждали через пандемію коронавірусної хвороби.